# Solomys
Solomys is een geslacht van knaagdieren uit de Salomonseilanden. Ze komen (of kwamen) voor op alle belangrijke eilanden, behalve Guadalcanal. Er bestaan vijf beschreven soorten van, waarvan er waarschijnlijk twee uitgestorven zijn. De geslachtsnaam Solomys verwijst naar de Salomonseilanden, met het Griekse woord μυς (muis). Dit geslacht is het nauwste verwant aan onder andere Uromys en Melomys, waarmee het de Uromys-divisie vormt.
Ze worden 187 tot 330 mm lang (de grootste soort is S. ponceleti) en hebben een staart van 190 tot 365 mm lang, een achtervoet van 39 tot 77 mm en een oor van 17,4 tot 27 mm. Ze wegen 290 tot meer dan 1000 gram. Vrouwtjes zijn iets groter dan mannetjes.
Het is het enige endemische knaagdiergeslacht van de Salomonseilanden (Bougainville, waar ze ook voorkomen, hoort politiek bij Papoea-Nieuw-Guinea, maar onder andere biogeografisch bij de Salomonseilanden).
Het geslacht heeft de volgende soorten:
- Solomys ponceleti (Bougainville, Choiseul, fossiel op Buka)
- Solomys salamonis (Nggela Sule in de Florida-eilanden)
- Solomys salebrosus (Bougainville, Choiseul, fossiel op Buka)
- Solomys sapientis (Makira, waarschijnlijk ooit op Malaita en San Cristobal)
- Solomys spriggsarum (fossiel op Buka)

Abditomys · 
Abeomelomys · 
Aethomys · 
Anisomys · 
Anonymomys · 
Apodemus · 
Apomys · 
Archboldomys · 
Arvicanthis · 
Baiyankamys · 
Baletemys · 
Bandicota · 
Batomys · 
Berylmys · 
Brassomys · 
Bullimus · 
Bunomys · 
Canariomys · 
Carpomys · 
Chingawaemys · 
Chiromyscus · 
Chiropodomys · 
Chiruromys · 
Chrotomys · 
Coccymys · 
Colomys · 
Congomys · 
Conilurus · 
Coryphomys · 
Crateromys · 
Cremnomys · 
Crossomys · 
Crunomys · 
Dacnomys · 
Dasymys · 
Dephomys · 
Desmomys · 
Diomys · 
Diplothrix · 
Echiothrix · 
Eropeplus · 
Frateromys · 
Golunda · 
Gracilimus · 
Grammomys · 
Hadromys · 
Haeromys · 
Halmaheramys · 
Hapalomys · 
Heimyscus · 
Hybomys · 
Hydromys · 
Hylomyscus · 
Hyomys · 
Hyorhinomys · 
Kadarsanomys · 
Komodomys · 
Lamottemys · 
Leggadina · 
Lemniscomys · 
Lenomys · 
Lenothrix · 
Leopoldamys · 
Leporillus · 
Leptomys · 
Limnomys · 
Lorentzimys · 
Macruromys · 
Madromys ·
Malacomys · 
Mallomys · 
Malpaisomys · 
Mammelomys · 
Margaretamys · 
Mastacomys · 
Mastomys · 
Maxomys · 
Melasmothrix · 
Melomys · 
Mesembriomys ·
Micaelamys · 
Microhydromys · 
Micromys · 
Millardia · 
Mirzamys · 
Montemys · 
Mus · 
Musseromys · 
Mylomys · 
Myomyscus · 
Nesokia · 
Nilopegamys · 
Niviventer · 
Notomys · 
Ochromyscus · 
Oenomys ·
Otomys · 
Palawanomys · 
Papagomys · 
Parahydromys · 
Paraleptomys · 
Paramelomys · 
Parotomys · 
Paucidentomys · 
Paulamys · 
Pelomys · 
Phloeomys · 
Pithecheir · 
Pithecheirops · 
Pogonomelomys · 
Pogonomys · 
Praomys · 
Protochromys · 
Pseudohydromys · 
Pseudomys · 
Rattus · 
Rhabdomys · 
Rhynchomys · 
Saxatilomys ·
Serengetimys ·
Solomys · 
Sommeromys · 
Soricomys · 
Spelaeomys · 
Srilankamys · 
Stenocephalemys · 
Stochomys · 
Sundamys · 
Taeromys · 
Tarsomys · 
Tateomys · 
Thallomys · 
Thamnomys · 
Tokudaia · 
Tonkinomys ·
Tryphomys · 
Typomys · 
Uromys · 
Vandeleuria · 
Vernaya · 
Xenuromys · 
Xeromys · 
Zelotomys · 
Zyzomys